# 윤채나
윤채나(尹採䛔, 2016년 4월 27일 ~ )는 대한민국의 배우, 모델이다.

## 출연 작품

### 드라마
- 2021년 ~ 2022년 KBS2 저녁 일일연속극 《사랑의 꽈배기》 ... 박샛별 / 김샛별 역
- 2022년 ~ 2023년 KBS1 저녁 일일연속극 《내 눈에 콩깍지》 ... 김미리내 역
- 2023년 TBA 《전세역전》
- 2023년 ENA 월화드라마 《남남》 ... 김진희 역 (최수영 아역)
- 2023년 ~ 2024년 KBS2 저녁 일일연속극 《우아한 제국》 ... 장수아 역
- 2023년 TVING 《플레이, 플리》 ... 송한주 역 (김향기 아역)
- 2024년 KBS1 저녁 일일연속극 《수지맞은 우리》 ... 조아라 역
- 2024년 JTBC 토일드라마 《정숙한 세일즈》 ... 한정숙 역 (김소연 아역)
- 2024년 쿠팡플레이 오리지널 드라마 《가족계획》 ... 백지우 역 (이수현 아역)

### 영화
- 2024년 영화 《도그데이즈》 ... 지유 역
- 2024년 영화 《대가족》 ... 민선 역
- 2025년 영화 《파과》 ... 해니 역

## 수상 및 후보
| 연도 | 시상식       | 부문               | 작품                                 | 결과 |
| ---- | ------------ | ------------------ | ------------------------------------ | ---- |
| 2022 | KBS 연기대상 | 여자 청소년 연기상 | 《사랑의 꽈배기》 《내 눈에 콩깍지》 | 수상 |

## 가족 관계
- 아버지 : 윤태호
- 어머니 : 임지윤
- 언니 : 윤주원 (2011년생)